# Toro di Osborne

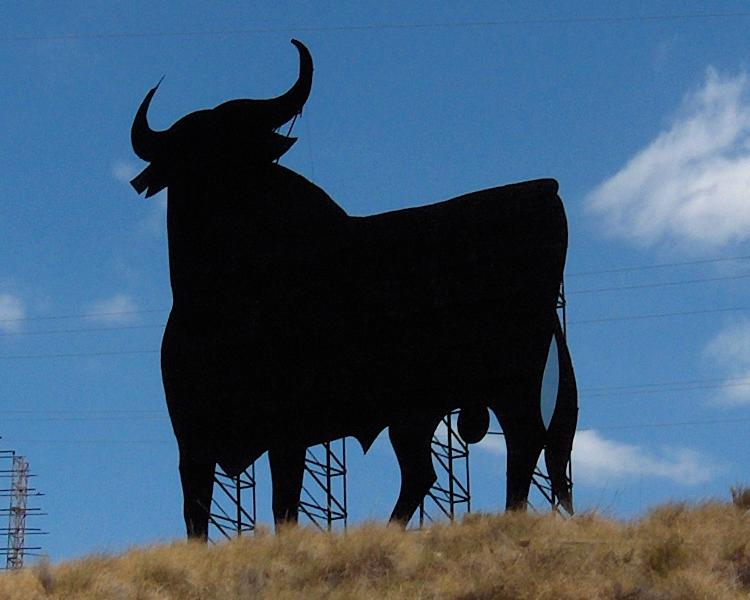
Toro di Osborne ad Alicante

I tori di Osborne sono gli animali simbolo di una campagna pubblicitaria del gruppo commerciale Osborne che si occupa di vino, brandy, sherry e acqua minerale.

## Storia
Nel 1956 l'azienda vitivinicola Osborne incaricò l'agenzia pubblicitaria Azor per lo studio di un simbolo rappresentativo di una delle sue più caratteristiche bevande, e la collocazione di cartelloni pubblicitari sull'autostrada. Fu così che il progetto che rappresenta la sagoma di un toro proposto dall'artista Manolo Prieto venne scelto.
Oggi, il toro Osborne è uno dei marchi più famosi di Spagna sia dentro che fuori dai confini. Questa figura è diventata un riferimento nel mondo della grafica moderna. In questo senso, il Toro, come simbolo internazionalmente conosciuto, ha ricevuto numerosi premi ed è protagonista di rilievo in mostre ufficiali ed eventi culturali.
La sua figura è stata d'ispirazione ad innumerevoli artisti, pittori, fotografi e grafici che lo hanno riprodotto nelle loro opere.
La sagoma del toro Osborne è un marchio registrato di proprietà del Gruppo Osborne. È riconosciuto nei principali fori internazionali come "marchio di fama", ampiamente valutato e associato alla sua origine aziendale. Pertanto, il suo uso è unico al suo proprietario, Gruppo Osborne, che possiede tutti i diritti d'autore. Le sagome nere di toro di circa quattro metri di altezza vennero poste ai bordi delle strade spagnole più importanti, inizialmente costruite in legno, poi in metallo, arrivando a un'altezza di quattordici metri.
La regione dove sono presenti in maggiore quantità è l'Andalusia (23), mentre sono assenti in Murcia, Cantabria, Catalogna, Ceuta. In Galizia viene adottata la sagoma di una vacca, in antagonismo politico con quello del toro. Attualmente il marchio è diventato simbolo nazionale e utilizzato nella vendita come adesivo per auto, gadget e souvenir.
Il simbolo è divenuto popolare in Italia con l'edizione del film spagnolo Prosciutto prosciutto di Bigas Luna (1992), noto per l'esordio dell'attrice Penélope Cruz e la partecipazione delle italiane Anna Galiena e Stefania Sandrelli. La sagoma è presente simbolicamente per buona parte della pellicola per venire castrata da uno dei protagonisti.